# Nogometni Klub Olimpija Ljubljana 2011-2012
Questa voce raccoglie le informazioni riguardanti il Nogometni Klub Olimpija Ljubljana nelle competizioni ufficiali della stagione 2011-2012.

## Rosa
| N. |                     | Ruolo | Calciatore        |
| -- | ------------------- | ----- | ----------------- |
| 2  | Slovenia (bandiera) | D     | Denis Lidjan      |
| 3  | Slovenia (bandiera) | D     | Mitja Kovačevič   |
| 4  | Slovenia (bandiera) | D     | David Kašnik      |
| 5  | Slovenia (bandiera) | C     | Boban Jović       |
| 6  | Slovenia (bandiera) | D     | Alen Vučkić       |
| 7  | Slovenia (bandiera) | C     | Saša Ranić        |
| 8  | Slovenia (bandiera) | D     | Erik Salkić       |
| 9  | Slovenia (bandiera) | C     | Davor Škerjanc    |
| 11 | Slovenia (bandiera) | A     | Filip Valenčič    |
| 12 | Slovenia (bandiera) | P     | Aleksander Šeliga |
| 13 | Slovenia (bandiera) | D     | Milan Anđelković  |
| 14 | Slovenia (bandiera) | C     | Anže Zorc         |
| 15 | Slovenia (bandiera) | A     | Adnan Bešić       |
| 16 | Slovenia (bandiera) | C     | Blaž Božič        |

| N. |                     | Ruolo | Calciatore                 |
| -- | ------------------- | ----- | -------------------------- |
| 17 | Slovenia (bandiera) | C     | Matic Fink                 |
| 18 | Slovenia (bandiera) | A     | Stefan Smiljanić           |
| 19 | Slovenia (bandiera) | C     | Đorđe Ivelja               |
| 20 | Slovenia (bandiera) | D     | Antonio Delamea Mlinar     |
| 21 | Slovenia (bandiera) | C     | Nik Omladič                |
| 22 | Slovenia (bandiera) | C     | Dare Vršič (vice capitano) |
| 23 | Slovenia (bandiera) | C     | Dalibor Radujko (capitano) |
| 25 | Slovenia (bandiera) | C     | Anej Lovrečič              |
| 26 | Serbia (bandiera)   | D     | Sreten Sretenović          |
| 27 | Slovenia (bandiera) | A     | Marko Nunić                |
| 28 | Slovenia (bandiera) | C     | Tim Čeh                    |
| 30 | Slovenia (bandiera) | P     | Elvis Džafić               |
| 99 | Slovenia (bandiera) | A     | Dejan Djermanović          |